# Spraydåse
Spraydåse,  aerosoldåse eller aerosolbeholder er en dåse, hvis indhold er under tryk, så det kan blæses ud sammen med en drivgas.
Verdens første spraydåse med udbredt brug blev opfundet i USA 1941 af Lyle David Goodloe og W.N Sullivan.